# Karl Emanuel av Savojen-Carignano
Karl Emanuel av Savojen, Prins av Carignano (italienska: Carlo Emanuele), född 24 oktober 1770 i Turin, död 1800 i Chaillot. Han var son till prins Viktor Amadeus av Savojen, Prins av Carignano och Josephine av Lothringen. Han gifte sig 1797 med Maria Christina av Sachsen (1779-1851).  
Karl Emanuel stred mot Frankrike under kriget fram till freden mellan Savojen och Frankrike 1797. Han utsattes dock snart för fransmännens misstänksamhet och arresterades i Turin , där han fängslades. Han överfördes därefter till ett franskt fängelse, där han avled.

## Barn
1. Karl Albert av Sardinien (1798-1849)
2. Elisabeth av Savojen (Maria Francesca Elisabetta Charlotta Giuseppina) (1800-1856); gift 1820 med ärkehertig Rainier Joseph av Österrike (1783-1853)